# Estádio Miyagi

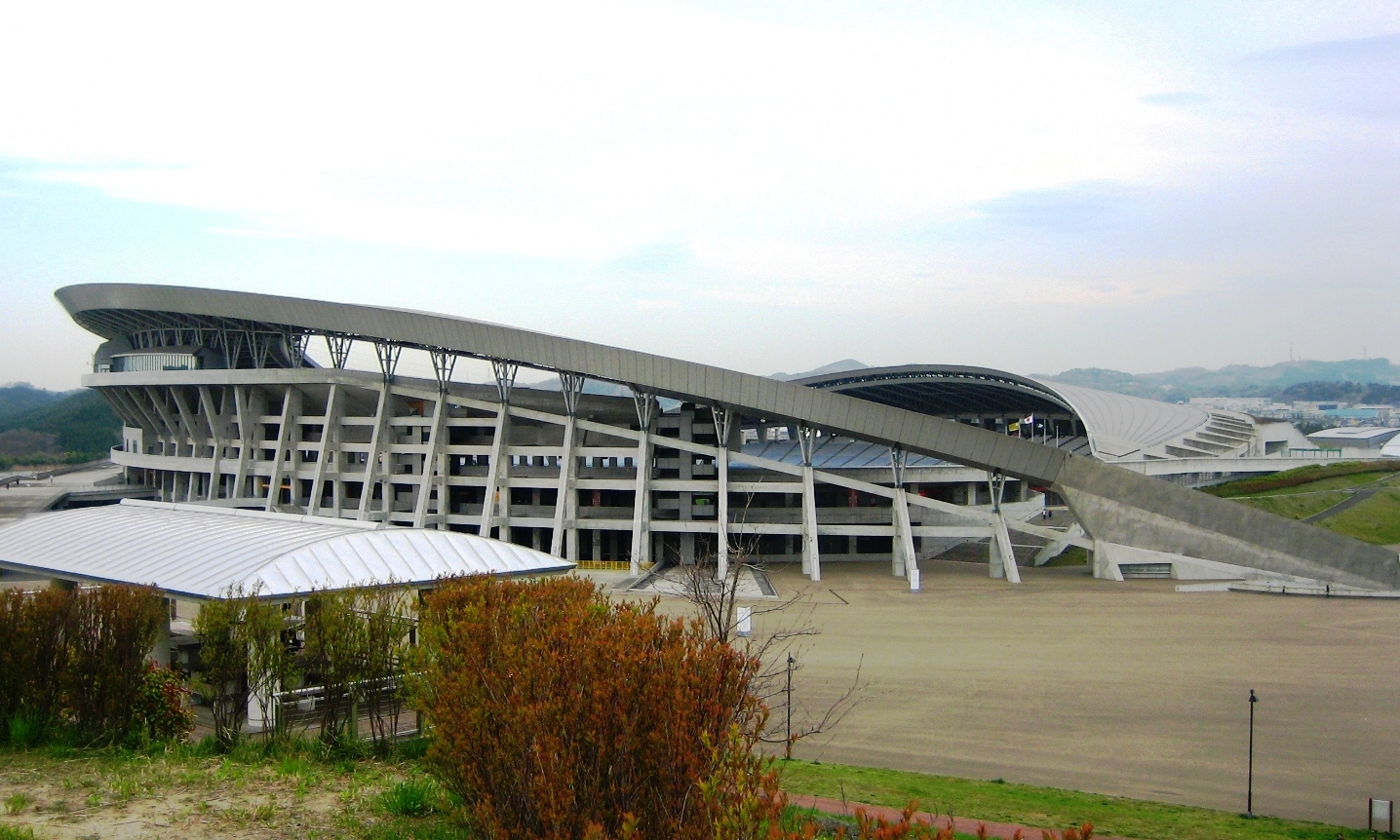

O Estádio Miyagi (宮城スタジアム, Miyagi Sutajiamu) é um estádio de futebol localizado em Miyagi, no Japão. Tem capacidade para 49.133 torcedores.

Recebeu três partidas da Copa do Mundo de 2002.

É utilizado pelo clube de futebol Vegalta Sendai, da J-League.
Recebeu as partidas eliminatórias e as quartas de final do futebol nos Jogos Olímpicos de Verão de 2020.

## Jogos da Copa do Mundo de 2002
- 9 de Junho: Grupo G -  México 2 - 1  Equador
- 12 de Junho: Grupo F -  Suécia 1 - 1  Argentina
- 18 de Junho: Oitavas de final -  Japão 0 - 1  Turquia

## Ligações Externas
- Google Maps - Foto por Satélite